# Evangelismo
L'evangelismo è un movimento religioso che si sviluppò nel periodo precedente al Concilio di Trento e che intendeva portare avanti in seno alla Chiesa di Roma un processo di rinnovamento in linea con un autentico spirito evangelico, non disdegnando un possibile percorso di avvicinamento con i luterani.

## IlConsilium de emendanda Ecclesia
Documento significativamente ispirato a questa corrente è il Consilium de emendanda Ecclesia, del 1537, in cui si formulava una proposta di riforma interna della Chiesa romana.

## Esponenti
Tra i più noti personaggi considerati vicini a questa corrente sono i cardinali Gasparo Contarini, che ebbe stretti legami con la Congregazione Cassinese, e il cardinale Reginald Pole.